# Asker Aliens
Les Asker Aliens sont un club norvégien de basket-ball basé à Hvalstad. Le club appartient à la BLNO soit le plus haut niveau du championnat norvégien.

## Palmarès
- Champion de Norvège : 2002, 2003, 2005, 2008, 2010, 2015